# Vitamin C
Vitamin C, pseudonimo di Colleen Ann Fitzpatrick (Old Bridge, 20 luglio 1969), è una cantante, attrice e ballerina statunitense.

## Biografia
Prima di iniziare la carriera come solista, è stata la cantante del gruppo Eve's Plum. Si posizionò numero 76 al "Maxim Hot 100 Women of 2001".
Nel 2004 si è sposata con il chitarrista Michael Kotch. È anche la creatrice della girlband The Stunners e sta attualmente lavorando a del nuovo materiale.

## Discografia

### Album
- 1999 – Vitamin C
- 2001 – More

### Singoli
- 1999 – Smile
- 1999 – Me, Myself & I
- 2000 – Graduation (Friends Forever)
- 2000 – The Itch
- 2001 – As Long As You're Loving Me
- 2003 – Last Nite

## Filmografia

### Cinema
- Grasso è bello (Hairspray), regia di John Waters (1988)
- Una pallottola spuntata 2½ - L'odore della paura (The Naked Gun 2½: The Smell of Fear), regia di David Zucker (1991)
- I re del mambo (The Mambo Kings), regia di Arne Glimcher (1992)
- L'università dell'odio (Higher Learning), regia di John Singleton (1995)
- La giusta causa (Just Cause), regia di Arne Glimcher (1995)
- Crinoline Head, regia di Tommy Faircloth (1996)
- Pensieri spericolati (High School High), regia di Hart Bochner (1996)
- Bugiardo bugiardo (Liar Liar), regia di Tom Shadyac (1997)
- St. Patrick's Day, regia di Hope Perello (1997)
- My X-Girlfriend's Wedding Reception, regia di Martin Guigui (1999)
- Dracula's Legacy - Il fascino del male (Dracula 2000), regia di Patrick Lussier (2000)
- Rock Star, regia di Stephen Herek (2001)
- Happy Is Not Hard to Be, regia di Cecil Castellucci (2005)
- Along the Way, regia di Andrew Bowen (2007)

### Televisione
- Passion, regia di James Lapine (1996)

### Serie TV
- Un giustiziere a New York (The Equalizer) – serie TV, episodi 3x19-4x4 (1988)
- Sabrina, vita da strega (Sabrina, the Teenage Witch) – serie TV, episodi 6x11 (2002)
- Fantasmi (Haunted) – serie TV, episodi 1x11 (2002)
- The WB's Superstar USA (2004)